# Караагашский заказник
Караагашский заказник (каз. Қарағаш қорықшасы) — государственный природный зоологический заказник, расположенный в Жанааркинском районе Карагандинской области Казахстана. Создан в 1986 году. Площадь заказника составляет 6,8 тыс. га.
Типичные ландшафты Караагашского заказника — низкогорья Карагаш, сложенные в основном гранитовыми породами и кристаллическими сланцами, и примыкающие к ним увалисто-холмистые равнины. Преобладающий тип почв — коричневые, песчаные. Склоны гор покрыты разреженными сосново-берёзовыми лесами, межсопочные понижения заняты разнотравными лугами. На территории также растут осина, боярышник, терновник, ивовая поросль и карагач. На небольших полянах между взгорьями растут типчак, пырей, ковыль, чий и ягодные кустарники.
Наиболее характерные виды животных на территории заказника — косуля, кабан, тетерев-косач, серая и белая куропатки. Также встречается сайгак